# Prinsesse Margrethes 18 års fødselsdag
|  | Denne artikel er oprettet af botten Steenthbot ud fra en ekstern database. Den kan derfor have sproglige fejl eller mangler. Denne skabelon kan fjernes efter kontrol af indholdet. |

Prinsesse Margrethes 18 års fødselsdag er en dansk dokumentarisk optagelse fra 1958.

## Handling
Uredigerede optagelser fra Prinsesse Margrethes (Dronning Margrethe II's) 18 års fødselsdag den 16. april 1958. Hun køres i åben karet sammen med sin far kong Frederik IX igennem det indre København og modtager folkets hyldest fra balkonen på Amalienborg.

## Medvirkende
- Dronning Margrethe II
- Prinsesse Anne-Marie
- Prinsesse Benedikte
- Kong Frederik IX
- Dronning Ingrid